# Matusalén (película)
Matusalén es una película española de comedia musical de 2024, dirigida por David Galán Galindo, quien la coescribió con Fernando Hernández. Está protagonizada por Julián López, Miren Ibarguren, Raúl Cimas y Antonio Resines. Tuvo su estreno mundial como la película de apertura del Festival Internacional de Cine de Monterrey el 28 de septiembre de 2023 y se estrenó en cines españoles el 5 de abril de 2024 de la mano del sello FYP Media.

## Trama
“Envejecer es inevitable, madurar es opcional” esa es la máxima de “El Alber” un rapero que a sus 44 añazos se matricula en la universidad por una apuesta con su padre. Si no aprueba todas deberá dejar “esa tontería del rap” para siempre. En la universidad, el Alber se reencuentra con Amaia, locutora de radio y profesora allí, y descubre que le faltaba algo muy importante en su vida: el amor. Esta es la historia de un rapero cuarentón considerado un niño por sus padres y un abuelo por sus compañeros de clase. Le mandaron a la universidad para que cambiase, y fue él el que cambió a todos los demás. Es la historia de Matusalén.

## Reparto
- Julián López como El Alber / Elpho-K
- Miren Ibarguren como Amaia
- Raúl Cimas como Anselmo
- Antonio Resines como Emiliano Olid
- Lucía de la Fuente como Laia López
- Judith Fernández como Elvira
- Elena De Lara como Nerea
- María Barranco como Charo
- Manuel Galiana como Alarico Olid
- Carlos Areces como Reinoso / DJ Kafre
- Adrián Lastra como Ramón
- Jorge Sanz
- Alberto San Juan como Kase.O
- Miguel Rellán como Decano
- Roberto Álamo como José Ramón
- Enrique Villén como el suegro de Anselmo
- Jason Fernández como Miguel

## Producción
La idea de Matusalén nació cuando uno de los guionistas de la película, Fernando Hernández, le ofreció al director David Galán Galindo hacer una película sobre un hombre mayor que vuelve a la universidad, con el fin de mostrar un conflicto intergeneracional. Al empezar a escribir, Galindo propuso convertir al protagonista en un rapero de 44 años, inspirado en su pasado como rapero y en el de sus amigos en Ávila, resultando en el personaje de Alber. El guion fue escrito como una comedia universitaria, influenciado por películas estadounidenses como Desmadre a la americana o Infiltrados en la universidad, así como por directores españoles como José Luis Cuerda y Luis García Berlanga.
El rodaje de la película comenzó en diciembre de 2022 en Madrid, con Julián López como protagonista, y duró seis semanas, concluyendo en enero de 2023. La película contiene un total de 35 canciones en su banda sonora, entre los que se incluyen nueve temas originales.

## Lanzamiento y marketing
En septiembre de 2023, se anunció que Matusalén tendría su estreno mundial en el Festival Internacional de Cine de Monterrey el 28 de septiembre de 2023. El 20 de diciembre de 2023, FYP Media, el sello de la distribuidora infantil Flins y Pinículas para cintas de corte adulto, anunció que estrenaría la película en salas de cine españolas el 15 de marzo de 2024. En febrero de 2024, junto con su proyección fuera de concurso en el Festival de Málaga el 2 de marzo de 2024, se anunció que la película había sido retrasada del 15 de marzo al 5 de abril de 2024.

## Recepción

### Taquilla
En su primera semana, Matusalén se estrenó en 300 cines, coincidiendo principalmente con los estrenos de La primera profecía, Freelance, Johnny Puff: Misión secreta, Pájaros y Pequeñas cartas indiscretas, entre otras cintas.

### Crítica
Matusalén ha recibido críticas generalmente positivas por parte de los críticos. Carlos Marañón de Cinemanía le dio a la película tres estrellas y media de cinco, diciendo que David Galán Galindo "sigue arriesgando con su osadía para la comedia sin complejos ni miedo a lo 'freak'" y que "se sustenta en el talento para hacer reír sin límites de Julián López, ubicuo en el filme", concluyendo que "sin ínfulas ni complejos, el choque generacional suena mucho mejor". Sofía López de FilaSiete también le dio tres estrellas de cinco, escribiendo que "ha sabido combinar todos los ingredientes para llegar a un público amplio", y del guion dijo que "tiene todos los elementos típicos de una comedia universitaria, y aunque parece previsible, no lo es tanto", además de añadir que López "brilla en su encarnación de personaje adulto, pero infantil, atolondrado pero tierno y amigable". Borja García Tejero de Butaca y Butacón también le dio tres estrellas de cinco, describiéndola como "una comedia divertidísima" y escribiendo que "no solamente habla a través del gag cómico, lo hace a través de los sentimientos que tiene el cineasta por un estilo musical que le lleva acompañando a lo largo de toda su vida", además de elogiar la interpretación de López, diciendo que "brilla en un rol macarra, pero con un corazón impecable", y las canciones, poniendo que "ponen de manifiesto los valores del cineasta al haberle dado una gran importancia al estilo urbano en su filmografía", concluyendo que con la cinta, Galán Galindo "desglosa con su nuevo largometraje el amor por un género musical que eleva la comedia a la nota más alta del pentagrama cómico".
Juan Luis Sánchez de deCine21.com le dio a la película un 6 de 10, escribiendo que Galindo "acierta al dirigir y coescribir una comedia sin pretensiones, pero que tiene cierto fondo al hablar del complejo de Peter Pan, y de la dificultad para madurar sin renunciar a los sueños y a las pasiones de la infancia" y que la cinta "entronca con otras comedias españolas de nostalgia en torno a la música [...] y además, el resultado las supera ampliamente", aparte de añadir que "el realizador [David Galán Galindo] logra cierta frescura, y además saca partido de los numerosos actores, sobre todo de los maduros". Jesús Usero de AcciónCine también le dio a la cinta tres estrellas de cinco, diciendo que demuestra que Galindo es "un director interesado en no estancarse y tocar todos los palos posibles" y describiendo el guion como "divertido y [con] momentos magníficos", pero también criticó que "se desdibuja por momentos en su tramo central", además de criticar el ritmo de la película, principalmente por las tramas secundarias, sobre las cuales dijo que "hace[n] que no profundice en lo que [la película] realmente viene a contar", concluyendo que es "una simpática comedia diferente a lo que ofrece habitualmente el género en nuestro país".
Sin embargo, la película también ha recibido algunas críticas negativas. Pedro de Frutos de El Ónfalos le dio a la película un 5,5 de 10, describiendo su reparto como "de lujo" y el inicio como "muy divertido", pero lamentando que después "se vuelve más convencional y pierde fuelle" y que "se deja llevar por el romance y por otras cuestiones muy alejadas de sus creencias y su manera de ser", concluyendo que es "una comedia universitaria muy agradable en su inicio y convencional a continuación". Mario Hernández de mundoCine le dio a la película dos estrellas de cinco, describiendo su humor como "lleno de gags superfluos y un dibujo estereotípico de las figuras que protagonizan la película" y su guion como "insulso [...] no se siente lo suficientemente intenso como para justificar los 119 minutos de duración que tiene el metraje de la cinta", además de críticas su "pobre" desarrollo de personajes por "la mala gestión de la carga emocional que se realiza a lo largo de la cinta", concluyendo que "el intento fallido de Matusalén por querer ir más allá de una comedia cuyas únicas pretensiones fueran las de entretener resulta en una película emocionalmente vacía".
Fuera de España, el crítico mexicano Carlos Martínez de La Diacrítica le dio a la película un 3.5 de 5, apreciando su "acertada" banda sonora y la dirección de fotografía de Jesús Haro, además de apreciar cómo, "gracias a diferentes situaciones dramáticas, [el guión] logra que sus partes de comedia generen más impacto en los espectadores".

## Enlaces de interés
- Matusalén en Internet Movie Database
- Matusalén en FilmAffinity

- Datos: Q122751019